# スイートリトルライズ
『スイートリトルライズ』は、江國香織による日本の恋愛小説。幻冬舎の文学小冊子『星星峡』に1998年2月号（創刊号）から2000年1月号まで12回にわたって連載されたのち、加筆・修正を加え、2004年に単行本として幻冬舎から刊行された。2006年には幻冬舎文庫より文庫化、2010年には実写映画が公開された。

## あらすじ
結婚して3年が経つ、テディベア作家の瑠璃子とIT会社勤務の聡。
傍から見ると幸せそうな2人だが、心はすれ違う日々だった。「この家には恋が足りない」と孤独を感じていた瑠璃子はある日、テディベアの個展で自分のベアを欲しがる青年、春夫に出会い、お互いに惹かれ合っていく。同じころ、夫の聡も大学時代のサークルのOB会で後輩のしほに再会し、次第に好意を抱き始める。心の距離が開いた夫婦2人、それぞれの秘密の恋。2人一緒に過ごす日々の中で、小さな優しい嘘が積み重ねられていく…。

## 映画
2010年3月13日公開。中谷美紀と大森南朋のW主演により映画化。
キャッチコピーは「人は守りたいものに嘘をつくの。あるいは守ろうとするものに。」。

### キャスト
- 岩本瑠璃子：中谷美紀
- 岩本聡：大森南朋
- 三浦しほ：池脇千鶴
- 津川春夫：小林十市
- 岩本文：大島優子
- 美也子：安藤サクラ
- 藤井登美子：黒川芽以
- 君枝：風見章子
- 黒木：草野康太

### スタッフ
- 監督：矢崎仁司
- 脚本：狗飼恭子
- 音楽：妹尾武
- ストリングス共編曲：羽岡佳
- 撮影：石井勲
- 照明：大坂章夫
- 録音：岩倉雅之
- 美術：髙橋泰代
- 助監督：塩入秀吾
- 編集：奥原好幸
- 音楽プロデューサー：桑波田景信
- テディベア制作：市川和子
- 現像：IMAGICA
- スタジオ：日活撮影所
- 製作者：葉山正人
- エグゼクティブプロデューサー：泉英次
- プロデューサー：宮崎大、田辺順子
- 制作プロダクション：グローリープロダクション
- 製作委員会メンバー：GLORY GROUP、ブロードメディア・スタジオ、日音、ポニーキャニオン、ハリウッドチャンネル
- 配給：ブロードメディア・スタジオ

### 主題歌
- スガシカオ「雨あがりの朝に」